# Motor & nostalgimuseet
Motor & nostalgimuseet är ett teknikmuseum i Grängesberg med adress Djupuddsvägen.
Museet är inrymd i Grängesbergs gruvans gamla ångcentral och erbjuder en nostalgisk överblick över föremål och miljöer från 1920-talet och framåt. Museet har olika teman, bland annat "motorcyklar", "skogen och skogsbruk", "kamera och film", "radio", "öl och bryggeri" samt "bilar". På friområdet bakom museet är ett antal renoverade historiska grävmaskiner uppställda. Huvudattraktionen är utställningshallen med ett tjugotal veteranbilar. 
I museet finns även rekonstruktioner av kompletta miljöer som en bilskola från 1930-talet och ett antal butiker och affärer från samma tid samt en komplett bilverkstad från 1950-talet. I avdelningen för "kamera och film" har museet samlat äldere fotoapparater, filmprojektorer och föremål som har anknytning till detta tema, även ett mörkrum kan beskådas. Utomhus finns en samling äldre bruksmaskiner och lastbilar.

## Bilder

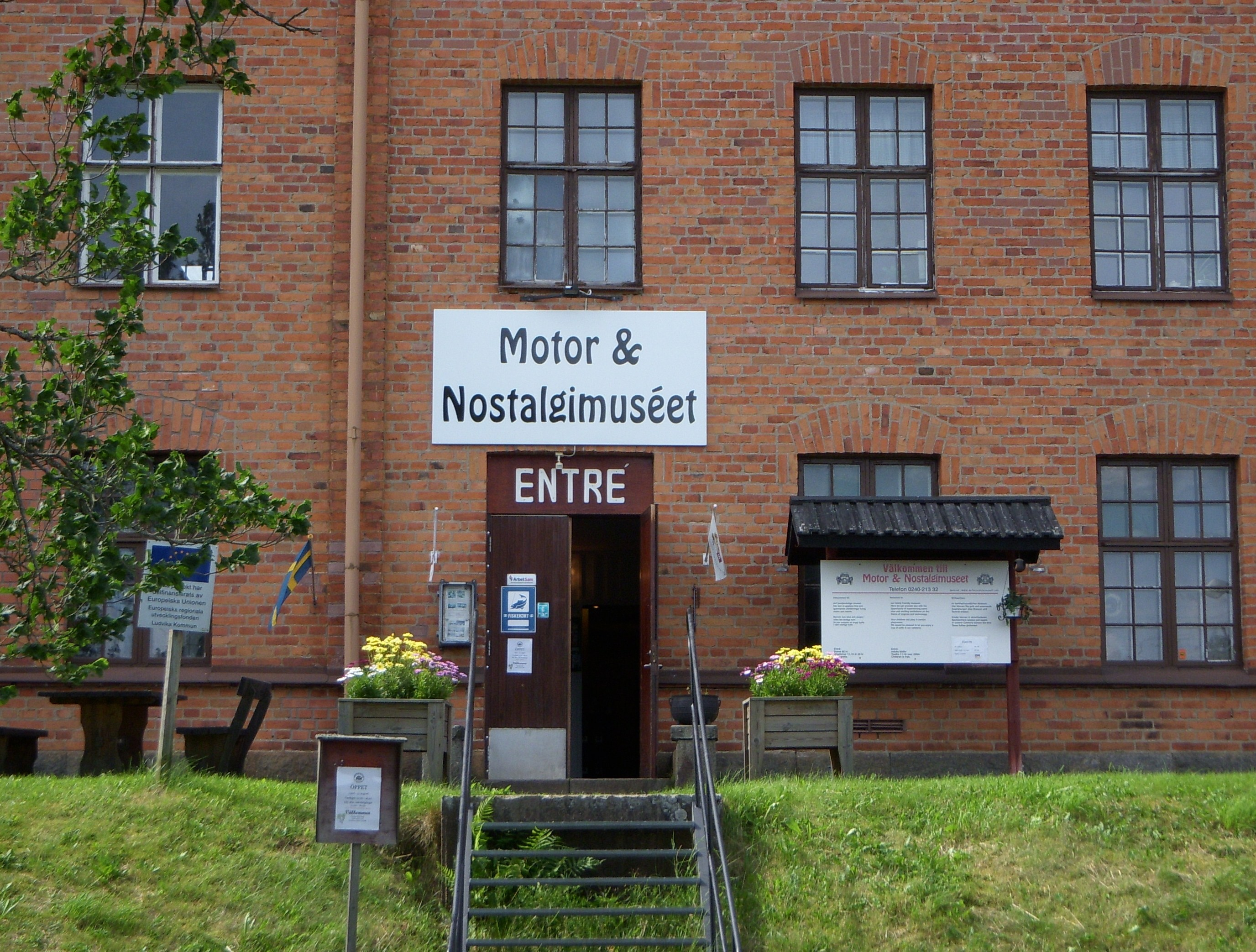
Entrén till museet
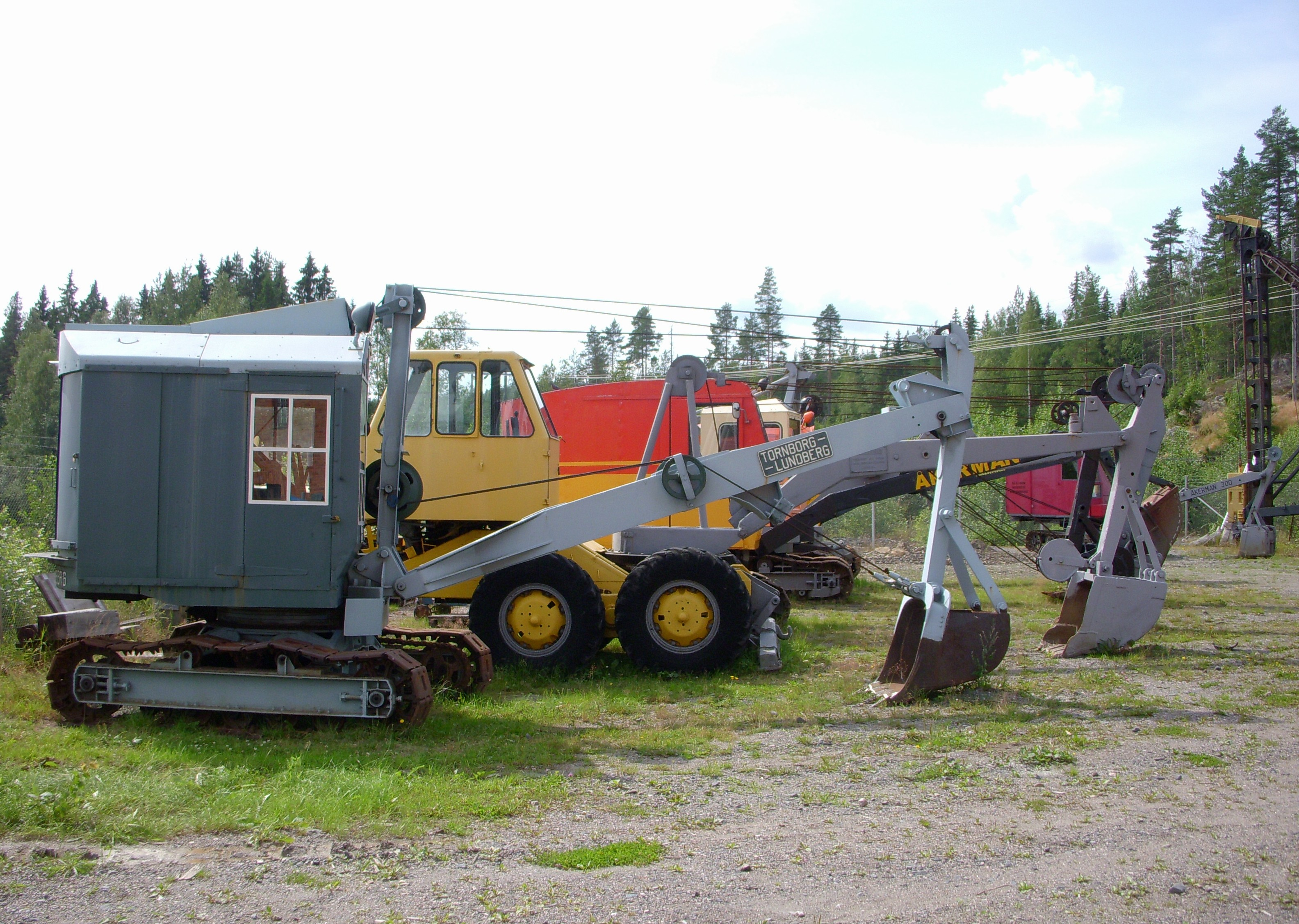
Grävmaskiner på friområdet
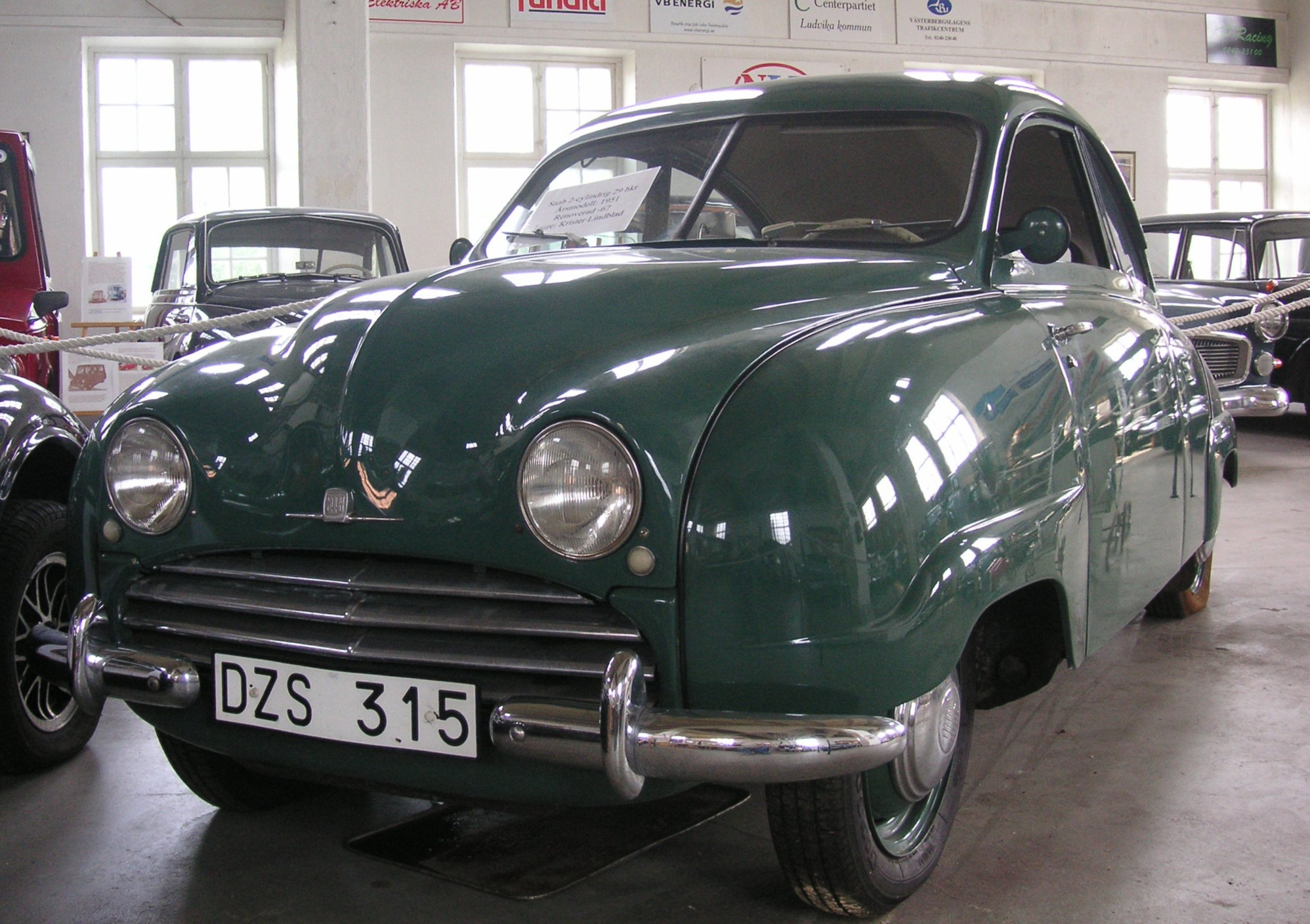
En Saab 92 från 1951